# Mijiang (sockenhuvudort i Kina, Hunan Sheng, lat 26,79, long 113,56)
Mijiang (kinesiska: 洣江, 南水洲, 洣江乡) är en sockenhuvudort i Kina. Den ligger i provinsen Hunan, i den södra delen av landet, omkring 170 kilometer söder om provinshuvudstaden Changsha. Antalet invånare är 26 977. Befolkningen består av 13 393 kvinnor och 13 584 män. Barn under 15 år utgör 19,0 %, vuxna 15-64 år 72 %, och äldre över 65 år 8,0 %.
Runt Mijiang är det ganska tätbefolkat, med 179 invånare per kvadratkilometer. Närmaste större samhälle är Yaopi, 14,7 km nordost om Mijiang. I omgivningarna runt Mijiang växer huvudsakligen savannskog.
Genomsnittlig årsnederbörd är 1 971 millimeter. Den regnigaste månaden är maj, med i genomsnitt 295 mm nederbörd, och den torraste är oktober, med 26 mm nederbörd.